# Il mio West
Il mio West è un film del 1998 diretto da Giovanni Veronesi con Leonardo Pieraccioni, Harvey Keitel, David Bowie ed Alessia Marcuzzi. Il film è liberamente tratto dal romanzo Jodo Cartamigli di Vincenzo Pardini.

## Trama
La storia inizia verso la fine del 1800 a Basin Field, un piccolo villaggio sulle pendici delle grandi montagne del "Far West" che confinano con il Canada e racconta lo stile di vita idealistico del medico del villaggio e contadino occidentale "Doc" (Pieraccioni), di sua moglie pellerossa Perla (Holt) e del figlio mezzosangue avuto da lei, Jeremiah (Mercredi).

La loro vita viene interrotta quando il vecchio pistolero e padre di Doc, Johnny Lowen (Keitel) si presenta all'improvviso dopo vent'anni nella loro fattoria dicendo di essere tornato a casa, di volersi riposare e di essere in pensione. La famiglia non è contenta del suo ritorno, dato il suo stile di vita passato, la paura degli effetti negativi che la sua presenza può avere nel villaggio e il dolore che la sua assenza ha portato negli anni.
Dopo il suo arrivo, nel villaggio giunge anche Jack Sikora (Bowie) che da anni sta inseguendo Johnny. Jack è determinato a uccidere Johnny e fa di tutto per costringere il suo rivale ad accettare un duello mortale. La tenutaria del saloon Mary (Marcuzzi), che ha una simpatia per Johnny ed è stata violentata da Jack, cerca di uccidere Sikora ma viene da lui assassinata. Data la continua riluttanza di Johnny ad accettare un duello, Jack rapisce il giovane Jeremiah.

Johnny prova a recuperare una pistola che aveva nascosto per salvare il nipote dalle grinfie del nemico, ma alla fine lo scemo del villaggio, che ha trovato la pistola di Johnny, riesce a uccidere Jack in un duello.
La voce narrante è quella del piccolo Jeremiah.

## Produzione

### Riprese

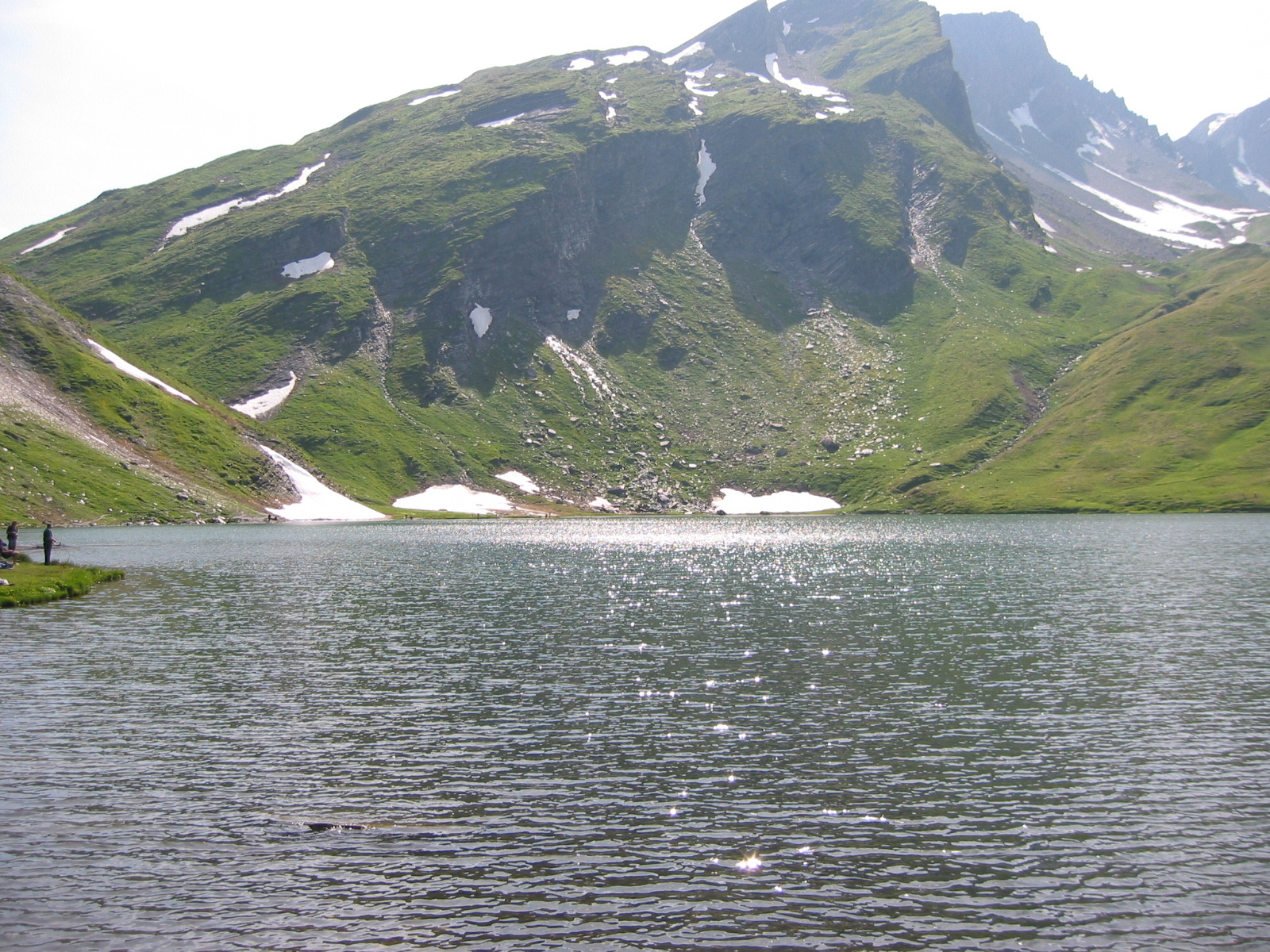
Il lago Verney in Valle d'Aosta, luogo di parte delle riprese.

Il film è stato girato principalmente in Garfagnana, a Campocatino sulle Alpi Apuane e la parte con gli indiani in Valle d'Aosta al lago Verney del Piccolo San Bernardo.

## Distribuzione
Il film è uscito nelle sale Italiane il 18 dicembre 1998 mentre negli Stati Uniti è stato distribuito in Home Video il 6 settembre 2005.

## Accoglienza

### Incassi
In Italia, il film ha avuto molto successo al botteghino con un risultato di oltre 17 miliardi di lire.
In un'intervista del 2021 Pieraccioni ha tuttavia ricordato come in molti tra critica e pubblico abbiano stroncato le velleità di questo film, a cui credeva soltanto il regista Veronesi, affermando che i giorni successivi all'uscita de Il mio West furono i più difficili della sua carriera; nella stessa occasione, il comico toscano ha svelato che i ruoli dei protagonisti - andati poi ad Harvey Keitel e David Bowie - erano stati inizialmente pensati per Marcello Mastroianni e Diego Abatantuono.